# Battaglia di St. Mathieu
La battaglia di St. Mathieu fu uno scontro navale che ebbe luogo il 10 agosto 1512 nel quadro della Guerra della Lega di Cambrai e delle più generali Guerre Italiane, vicino a Brest, fra una flotta inglese di 25 navi, comandata da Edward Howard e una flotta francese e bretone di 22 navi al comando di René de Clermont.

## Storia
Fu probabilmente la prima battaglia in un porto fra navi armate di cannoni. Gli inglesi colsero di sorpresa i francesi, che erano all'ancora. I francesi tranciarono i cavi delle ancore per accelerare le operazioni e far vela ma furono costretti ad arretrare nel porto di Brest, con l'ammiraglia Grand Louise, pesantemente danneggiata dalla Mary Rose di Howard. La Marie la Cordelière fu messa fuori uso, probabilmente dalla Peter Pomegranate, ma mentre stava per essere abbordata dall'inglese Regent, fu incendiata ed entrambe le navi affondarono a causa dell'esplosione della santabarbara della Marie de la Cordelière, con la conseguente morte di circa 2 000 uomini. La Nef de Dieppe fu del pari isolata dal resto della flotta franco-bretone e la Admiralde colò a picco.
Nei due giorni seguenti, con la flotta franco-bretone intrappolata a Brest, la flotta inglese distrusse trentadue vascelli nemici e recuperò le costose ancore francesi dal fondo prima di tornare in Inghilterra. Come risultato dell'impresa, Edward Howard fu promosso Lord grand'ammiraglio (Regno Unito) (Lord High Admiral) da Re Enrico VIII d'Inghilterra.

## Navi coinvolte

### Inghilterra (Edward Howard)
(Lista probabile)

Regent (Thomas Knyvet) - incendiata

Sovereign (Charles Brandon)

Jenett

Barbara

Mary Barking

Mary Rose

Peter Pomegranate

John Hopton

Mary John

Anne of Greenwich

Mary George

Dragon

Lion

George of Falmouth

Peter of Fowey

Nicholas of Hampton

Martinet

Christopher Davy

Sabyn

Nicholas Reede

Margaret of Topsham (James Knyvet)

Mary James (Anthony Ughtred)

Magdalene (J. Brigandyne)

Henry of Hampton

Catherine Pomegranate (Henry Gyldeford)

### Francia (René de Clermont)
(Marie de la Cordelière (Probabilmente indicata come Nef de Morlaix, sebbene dovesse essere Nef de Brest)

Nef de Rouen

Nef d'Orléans

Nef de Dieppe

Nef de Bordeaux

Petite Louise

Nef de Morlaix (Marie de la Cordelière) (Hervé de Porzmoguer aka Primauguet) - Incendiata

Nef de Brest

Nef de Rochelle

Nef de Bordeaux

Saint Sauveur

12 altre navi